# Alena Konečná
Alena Konečná, rozená Zabloudilová (* 23. září 1981 Ostrava), česká mistryně světa a světová rekordmanka ve volném potápění na jeden nádech (angl. freediving ) v disciplíně konstantní váha bez ploutví. Mistryně ČR.

## Život
Od dětství měla ráda vodu, 10 let závodně plavala. Chvíli provozovala ploutvové plavání. Volné potápění poprvé vyzkoušela na kurzu v Chorvatsku. Kolem roku 2003 vyzkoušela volné potápění na jeden nádech. V roce 2014 se jí narodila dcera Lilu. V civilním zaměstnáním je zubní sestřička, vodní záchranář, instruktorka plavání a freedivingu

## Kariéra
V roce 2003 začala závodit v bazénových disciplínách. V roce 2012 se připravovala v Egyptě na mistrovství světa ve volném potápění.
V červnu 2013 se zúčastnila freedivingových závodů Mediterranean Word Cup 2013 v Myrtos v Řecku. V disciplíně variabilní váha (VWT) dosáhla hloubky 107 m. v čase 2,35 min. Tímto výkonem získala český národní rekord a jako první česká žena zdolala hloubku přes 100 m.
V roce 2013 se zúčastnila závodů v Rakousku na jezeře Attersee. V egyptském Dahabu trénuje a účastní se závodů. Byla účastnicí prvního závodu Into the Blue v Blue Hole v Egyptě.
V Brně v bazénu na Kraví hoře se dne 7. června 2014 konalo Mistrovství ČR ve freedivingu. Zde měla čas 5:47 minut ve statické apnoe (STA).
Kolem roku 2015 závodí v disciplínách na oceánech. Alena Konečná je první Češka, která se potopila pod hranici 100 m. Její osobní a český rekord je 109 m. Zadrží dech na 7 minut.
V dubnu 2016 na Bahamách nastoupila do prvních závodů po mateřské dovolené.
Jako členka českého družstva, získala na Mistrovství světa týmů v potápění na jeden nádech, který se konal v září 2016 v řeckém městě Kalamata, stříbrnou medaili se ziskem 671,7 bodů. Soutěžilo se ve třech disciplínách. V první disciplíně se Alena Konečná ponořila do hloubky 81 metrů. Druhou disciplínou byla statická apnoe, kde za 6:12 minut si vytvořila svůj osobní rekord. Uplavala 160 metrů ve třetí disciplíně, která byla dynamická apnoe s ploutvemi.
V říjnu 2016 na Mistrovství světa v hloubkových disciplínách freedivingu pokořila světový rekord a získala zlatou medaili v ponoření do hloubky 60 metrů bez pomocí ploutví. Dále získala stříbrnou medaili a český rekord za ponor s monoploutví do hloubky 85 metrů. Druhou stříbrnou medaili na tomto mistrovství získala za ponor do 70 metrů s dvěma ploutvemi.

## Umístění
| Umístění | Disciplína | Výkon    | Datum         | Místo          | Soutěž                          | Reference |
| -------- | ---------- | -------- | ------------- | -------------- | ------------------------------- | --------- |
| 2. místo |            |          | 2003          |                | Cressi Cup                      | [ 9 ]     |
| 3. místo |            |          | 2003          |                | Mistrovství slovenské republiky | [ 9 ]     |
| 1. místo |            |          | 2004          | Ostrava        | Čanis Cup                       | [ 9 ]     |
| 1. místo |            |          | 2004          | Brno           | Mistrovství ČR                  | [ 9 ]     |
| 1. místo |            |          | 2004          |                | Mistrovství Maďarska            | [ 9 ]     |
| 1. místo |            |          | 2005          |                | Austria Cup                     | [ 9 ]     |
| 3. místo |            |          | 2005          |                | Cressi Cup                      | [ 9 ]     |
| 1. místo |            |          | 2005          |                | Mistrovství ČR                  | [ 9 ]     |
| 1. místo |            |          | 2005          |                | Mistrovství Slovinska           | [ 9 ]     |
| 3. místo |            |          | 2006          |                | Mistrovství ČR                  | [ 9 ]     |
| 2. místo | DNF        |          | 2007          | Slovinsko      | MS ve freedivingu               | [ 9 ]     |
| 1. místo |            |          | 2007          |                | Mistrovství ČR                  | [ 9 ]     |
| 1. místo |            |          | 2009          | Pardubice      | FEB Cup                         | [ 9 ]     |
| 2. místo |            |          | 2009          | Praha          | Mistrovství ČR                  | [ 9 ]     |
| 1. místo | STA        |          | 2009          | Praha          | Mistrovství ČR                  | [ 9 ]     |
| 1. místo | DYN        |          | 2009          | Praha          | Mistrovství ČR                  | [ 9 ]     |
| 1. místo | STA/DYN    |          | 2009          | Bělehrad       |                                 | [ 9 ]     |
| 2. místo | DYN        |          | 2011          | Zlín           | Mistrovství ČR                  | [ 9 ]     |
| 1. místo | STA        |          | 2011          | Zlín           | Mistrovství ČR                  | [ 9 ]     |
| 1. místo | DNF        |          | 2011          | Zlín           | Mistrovství ČR                  | [ 9 ]     |
| 1. místo |            |          | 2011          | Zlín           | Mistrovství ČR                  | [ 9 ]     |
| 1. místo |            |          | 2011          | Kalamata Řecko | MED Cup                         | [ 9 ]     |
| 2. místo | FIM        | 81 m     | 2011          | Kalamata Řecko | MS ve freedivingu               | [ 9 ]     |
| 1. místo | CNF        | 56 m     | 2011          | Kalamata Řecko | MS ve freedivingu               | [ 9 ]     |
|          | FIM        | 82 m     | říjen 2012    | Beroun         | Mistrovství ČR                  | [ 9 ]     |
|          | CWT        | 87 m     | 2012          | Dahab Egypt    |                                 | [ 9 ]     |
|          | FIM        | 82 m     | 2012          | Dahab Egypt    |                                 | [ 9 ]     |
|          | CNF        | 57 m     | 2012          | Dahab Egypt    |                                 | [ 9 ]     |
| 1. místo | CNF        | 65 m     | 2012          | Bahamy         | Suunto vertical blue            | [ 9 ]     |
|          | CWT        | 90 m     | 2012          | Bahamy         |                                 | [ 9 ]     |
|          | VWT        | 107 m    | červen 2013   | Myrtos Řecko   |                                 | [ 4 ]     |
|          | STA        | 5:47 min | červn 2014    | Brno           | Mistrovství ČR                  | [ 5 ]     |
| 2. místo | CWT        | 81 m     | září 2016     | Kalamata Řecko | MS týmů                         | [ 7 ]     |
| 2. místo | STA        | 6:12 min | září 2016     | Kalamata Řecko | MS týmů                         | [ 7 ]     |
| 2. místo | DYN        | 160 m    | září 2016     | Kalamata Řecko | MS týmů                         | [ 7 ]     |
| 1. místo | CNF        | 60 m     | říjen 2016    | Kas Turecko    | CMAS Mistrovství světa          | [ 8 ]     |
| 2. místo | CWT        | 85 m     | říjen 2016    | Kas Turecko    | CMAS Mistrovství světa          | [ 8 ]     |
| 2. místo | CWT-BIFINS | 70 m     | říjen 2016    | Kas Turecko    | CMAS Mistrovství světa          | [ 8 ]     |
| 1. místo | CWT        | 97 m     | červenec 2019 | Kalamata Řecko | Aida Calm Zone Classic          |           |
| 1. místo | overal     |          | srpen 2019    | Kalamata Řecko | Aida Kalamata Open Games        |           |
| 1. místo | overal     |          | listopad 2019 | Dominika       | Aida Blue Element               |           |
| 1. místo | CWT        | 92 m     | listopad 2019 | Dominika       | Aida Blue Element               |           |
| 1. místo | CWT-BIFINS | 83 m     | listopad 2019 | Dominika       | Aida Blue Element               |           |
| 2. místo | FIM        | 81 m     | listopad 2019 | Dominika       | Aida Blue Element               |           |
| 2. místo | CWT        | 94 m     | září 2021     | Kypr Limasol   | 27th AIDA World Championship    |           |
| 2. místo | FIM        | 84 m     | září 2021     | Kypr Limasol   | 27th AIDA World Championship    |           |
| 3. místo | CWT-BIFINS | 82 m     | září 2021     | Kypr Limasol   | 27th AIDA World Championship    |           |

- CWT — Konstantní váha s ploutvemi (Constant weight)
- CWT-BIFINS — Konstantní váha se dvěma ploutvemi
- CNF — Konstantní váha bez ploutví (Constant weight no fins)
- JB — (jump blue)
- STA — Statická apnea
- VWT — Variabilní zátěž
- FIM — Volný ponor (Free Immersion)
- DYN — Dynamická apnoe s ploutví